# Rafael Díaz Justo
Pour les personnes ayant le même patronyme, voir Justo.
Rafael Díaz Justo, né à Gerindote, dans la région autonome de Castille-La Manche, le 8 novembre 1972, est un coureur cycliste espagnol, professionnel de 1994 à 2004.

## Carrière cycliste
Rafael Díaz Justo commence le cyclisme à l'âge de 10 ans,. Il effectue sa dernière année en tant qu'amateur dans la section amateur de l'équipe Banesto en 1994. Il termine avec la sélection espagnole des moins de 23 ans troisième du Tour des régions italiennes cette même année. Il s'engage à la fin de l'année avec l'équipe ONCE de Manolo Saiz, équipe dans laquelle il effectue toute sa carrière professionnelle avec un rôle d'équipier.
Díaz Justo remporte deux victoires individuelles au cours de sa carrière professionnelle. Il gagne une étape du Tour de l'Avenir en 1996 ainsi qu'une étape du Tour de Galice en 1998. Par équipes, il s'impose également à quatre reprises lors de contre-la-montre par équipes. En 2000 et 2001, il fait partie de l'équipe ONCE victorieuse lors de l'épreuve par équipes du Tour de Catalogne. En 2002, c'est sur le Tour de Burgos et le Tour d'Espagne que le coureur espagnol remporte la victoire dans le contre-la-montre par équipes. Il obtient également la deuxième place du Prueba Villafranca de Ordizia en 2001 et la troisième place du Circuit de Getxo en 2000. Il représente à trois reprises l'Espagne lors des championnats du monde de cyclisme sur route de 2000 à 2002. Il abandonne à chaque fois mais Óscar Freire termine troisième en 2000 puis est vainqueur l'année suivante.

## Palmarès
- 1994
  - Premio San Pedro
  - 3e du Tour des régions italiennes
- 1996
  - 1re étape du Tour de l'Avenir
- 1998
  - 3e étape du Tour de Galice
- 2000
  - 1re étape du Tour de Catalogne (contre-la-montre par équipes)
  - 3e du Circuit de Getxo
- 2001
  - 1re étape du Tour de Catalogne (contre-la-montre par équipes)
  - 2e de Prueba Villafranca de Ordizia
- 2002
  - 3e étape du Tour de Burgos (contre-la-montre par équipes)
  - 1re étape du Tour d'Espagne (contre-la-montre par équipes)

## Résultats sur les grands tours

### Tour de France
- 1998 : abandon (17e étape)
- 1999 : 58e

### Tour d'Espagne
- 1999 : 57e
- 2000 : 33e
- 2001 : 54e
- 2002 : 62e, vainqueur de la 1re étape (contre-la-montre par équipes)